# Gomersal
Gomersal är en ort i distriktet Kirklees, i grevskapet West Yorkshire, i England. Gomersal var en civil parish från 1866 till 1974. Denna civil parish hade 7 951 invånare år 1951. Gomersal var ett distrikt från 1894 till 1915 då den blev en del av Spenborough. Byn nämndes i Domedagsboken (Domesday Book) år 1086, och kallades då Gomershale/Gomeshale.